# Bukovica
Bukovica (serb. Буковица) ist ein Ort in der serbischen Gemeinde Kruševac.
Der Ort hat 242 Einwohner (Zensus 2002).